# Primera guerra civil de Samoa
La Primera Guerra Civil de Samoa es refereix al conflicte entre faccions rivals de Samoa en les illes Samoa de l'oceà Pacífic sud. La guerra es va lliurar aproximadament entre 1886 i 1894, principalment entre els samoans que lluitaven per si Malietoa Laupepa o Mata'afa Iosefo seria el rei de Samoa. Tanmateix, l' exèrcit alemany va intervenir algunes vegades. També hi va haver un enfrontament naval entre els Estats Units, Alemanya i Gran Bretanya. Després del cicló Apia de 1889 que va destruir sis dels vaixells alemanys i dels Estats Units estacionats a Samoa, els tres països van decidir que Laupepa seria el rei.

## Fons
Alemanya va lluitar a Samoa en defensa de Tamasese, la seva elecció per Tafa'ifa, el rei de Samoa, després que el rei regnant Malietoa Laupepa va ser usurpat i exiliat. Tamasese i els seus aliats alemanys es van enfrontar a una facció rival, encapçalada pel popular cap samoà Mata'afa Iosefo. Alemanya estava cercant expandir el seu nou imperi i els seus interessos comercials. Amèrica, també mirava per protegir els seus interessos comercials a Samoa i va enviar tres vaixells de guerra -USS Vandàlia, Trenton, i Nipsic- per supervisar l'illa. Gran Bretanya també va enviar un vaixell per protegir els seus interessos, el HMS Calliope.

## La guerra
Les tensions van augmentar amb els Estats Units després que un bombardeig alemany dels pobles rebels de Mata'afa va resultar amb la destrucció de propietats dels Estats Units el 1887. Una batalla a Vailele al setembre de 1888, després del bombardeig alemany dels seus llogarets rebels va acabar amb els guerrers de Mata'afa destruint un contingent alemany invasor i saquejant les seves plantacions. Al llarg de la guerra, els vaixells alemanys, americans i britànics estaven en un estancament naval conegut com la «crisi de Samoa». Les tres potències occidentals van acordar finalment que Malietoa Laupepa seria restaurat com a rei de Samoa el 1889 després que un cicló destruís vaixells de guerra americans i alemanys al port d'Apia, aturant les hostilitats entre les potències. Tanmateix, el conflicte a Samoa va continuar fins a 1894, quan Laupepa va tornar a ser rei.

## Segona Guerra Civil de Samoa
Nou anys més tard, amb la mort de Malietoa Laupepa, les hostilitats van esclatar novament en 1898 amb la Segona Guerra Civil de Samoa. Tanmateix, aquest conflicte va ser ràpidament acabat per la divisió de la cadena d'illes al Conveni Tripartit de 1899.